# Svojkov
Svojkov (německy Schwoika) je obec v okrese Česká Lípa v Libereckém kraji. Leží v jižním podhůří Lužických hor. Žije zde 274 obyvatel. Nad obcí se tyčí masív pískovcových Svojkovských skal. Krajinnou dominantu severně od Svojkova tvoří dva vrcholy Zákupské pahorkatiny: Tisový vrch (540 m n. m.) a Slavíček (538 m n. m.).

## Historie
Obec slovanského původu založil pan Svojtek ve 12. století. První připomínaný majitel trojpatrového skalního hradu Svojkov v roce 1370 byl pan Jan Ješek ze Svojkova. Nejvýznamnějším rodákem pak Jan z Chlumu řečený Kepka, který doprovázel mistra Jana Husa do Kostnice. V parku pod hradem stával renesanční svojkovský zámek rodiny Kinských. Postavil jej v letech 1650–1654 Adam František z Knoblochu. Od roku 1750 do roku 1941 patřil zámek rodu Kinských a byl barokně upraven, od roku 1945 sloužil jako domov důchodců a v roce 1958 při rekonstrukci vyhořel do základů a pak byl zbořen. Důchodci byli odstěhováni do Sloupu. V obci je památkově chráněná kaple svatého Václava z 18. století. V roce 1833 zde byl postaven generálem Karlem Kinským panský hostinec spjatý s historií rakouské sociální demokracie. V roce 1874 se v něm konala tajná schůze předáků dělnických spolků před chystaným založením sociálně demokratické strany v rakouském Neudörflu. Předáci si zde zvolili delegátem básníka a novináře Josefa Schüllera. Z hostince zbyla koncem 20. století ruina. Pak byl opraven a je nyní plně funkční.

## Obyvatelstvo
| Rok            | 1869 | 1880 | 1890 | 1900 | 1910 | 1921 | 1930 | 1950 | 1961 | 1970 | 1980 | 1991 | 2001 | 2011 | 2021 |
| -------------- | ---- | ---- | ---- | ---- | ---- | ---- | ---- | ---- | ---- | ---- | ---- | ---- | ---- | ---- | ---- |
| Počet obyvatel | 650  | 626  | 543  | 501  | 458  | 401  | 435  | 245  | 189  | 125  | 112  | 91   | 101  | 187  | 259  |
| Počet domů     | 126  | 129  | 129  | 129  | 125  | 118  | 113  | 94   | 48   | 37   | 32   | 57   | 60   | 84   | 124  |

## Obecní správa
Mezi lety 1869–1980 Svojkov byl obcí v okrese Česká Lípa (1869–1930), poté v okrese Nový Bor (1950) a později opět v okrese Česká Lípa. Od 1. července 1980 do 31. prosince 1980 patřil jako část obce k Sloupu v Čechách. Od 1. ledna 1981 do 31. prosince 1991 patřil jako část města k Novému Boru a od 1. ledna 1992 je opět samostatnou obcí.

### Obecní symboly
Znak a vlajka byly obci uděleny rozhodnutím předsedy Poslanecké sněmovny Parlamentu České republiky dne 9. října 2007.

## Pověst
Vypráví o dvou ženách ze vsi, které večer cestou na pouť potkaly na tehdy lesní cestě tajemnou postavu černého lovce, který je obdaroval penězi za příslib pomodlení.

## Turismus
Ve Svojkově se krátce spojují dvě turistické cesty, červená (Evropská dálková trasa E10) od České Lípy do Sloupu v Čechách a zelená (turistická značená trasa 3953) ze Zákup. Vede zde cyklotrasa 3062.
Patnáct minut pěší chůze směrem na kopec Slavíček od restaurace v části Starý Svojkov u silnice je Modlivý důl (Svojkov), kde je kaple vytesaná ve skále sochařem A. Wagnerem v roce 1836. Dříve byla v těchto místech dřevěná kaple, ke které bylo vypraveno první procesí z České Lípy již v roce 1772. Skalní kapli byla na popud hraběnky Kinské v roce 1903 dána podoba lourdské jeskyně i se sochou Panny Marie. Cesta ke kapli vede vzhůru lesem a je dobře vyznačená směrovkami. U cesty je upraven Pramen U Strážce. Okolí kaple je vybaveno lavicemi i popisnými tabulkami.
Na druhou straně od zmíněného parkoviště je 150 metrů vzdálený, v lese na skále ve stromech ukrytý skalní hrad Svojkov. Cesta k němu je upravena.
Poblíž Svojkova po silnici na Velenice je soustava jeskyní (vč. Pekelných dolů upravených pro motorkáře). Okolní Svojkovské skály využívají k lezení horolezci, je jich 32 a mají obtížnost od I. do X. stupně.

## Infrastruktura obce
Napříč obcí vede silnice z Nového Boru do Zákup, kde jezdí i meziměstská autobusová doprava ČSAD Česká Lípa. V obci jsou tři autobusové zastávky. Nevede tudy železniční trať, nejbližší zastávka vlaků je v Zákupech. Neteče tudy žádný větší potok. V centru u této silnice je v sousedství obchodu budova s obecním úřadem, knihovnou a poštou. Před ní jsou turistické ukazatele s mapou a textem o historii Svojkova. Na druhé straně silnice je funkční kaple svatého Václava, pod ním začíná kozí farma.

## Galerie

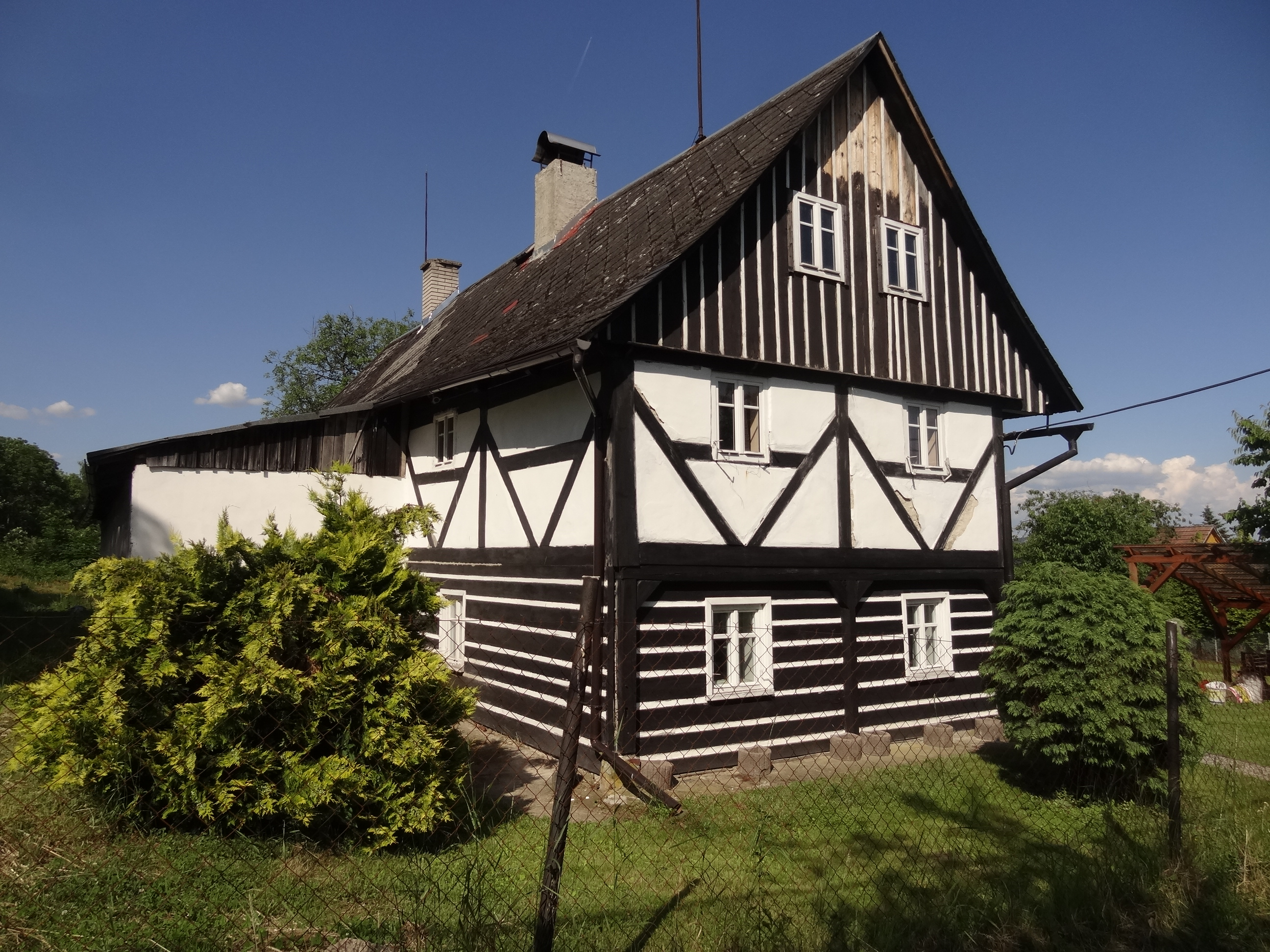
Památkově chráněný dům čp. 92
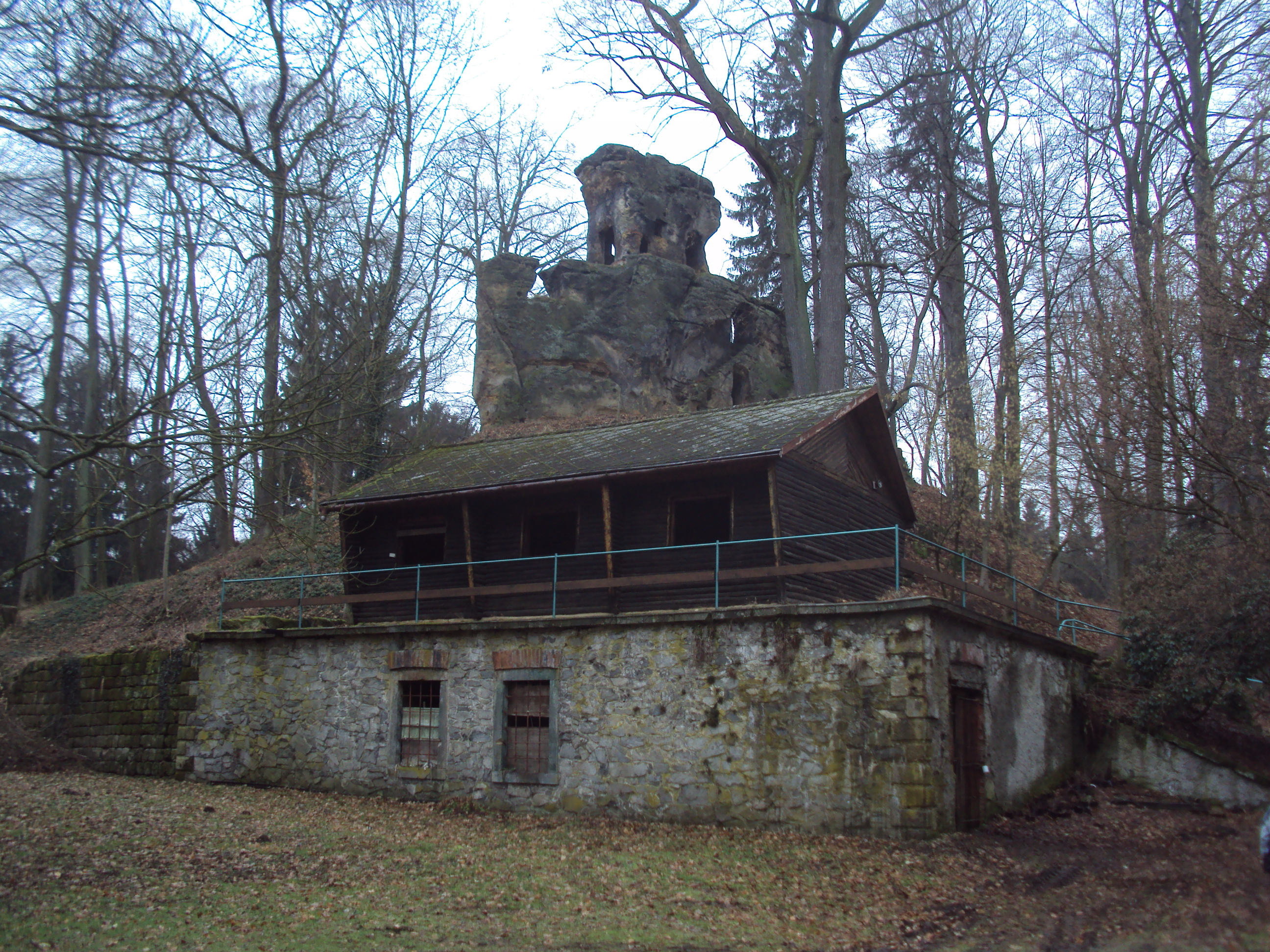
Skalní hrad Svojkov
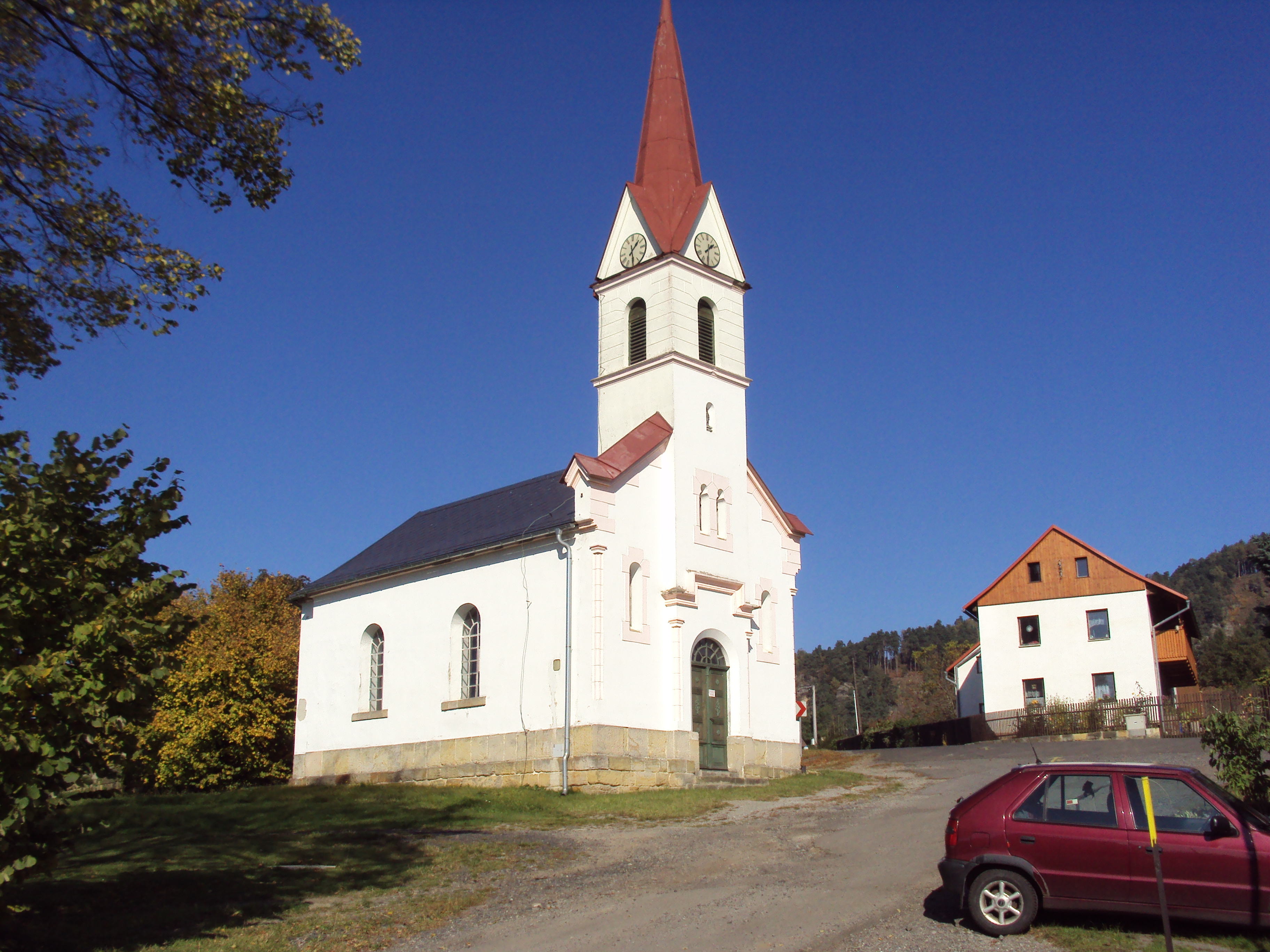
Kaple svatého Václava
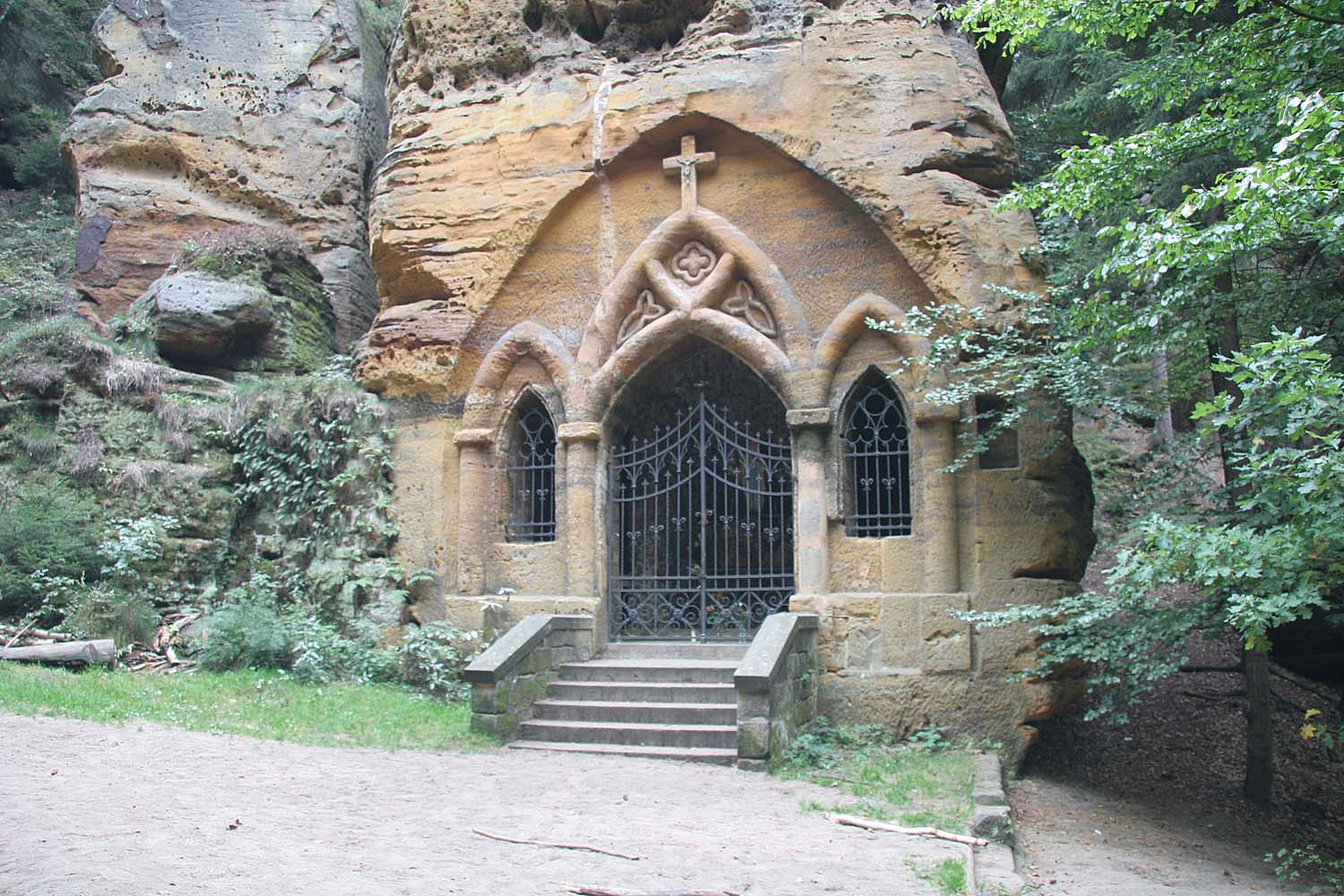
Kaple v Modlivém dole
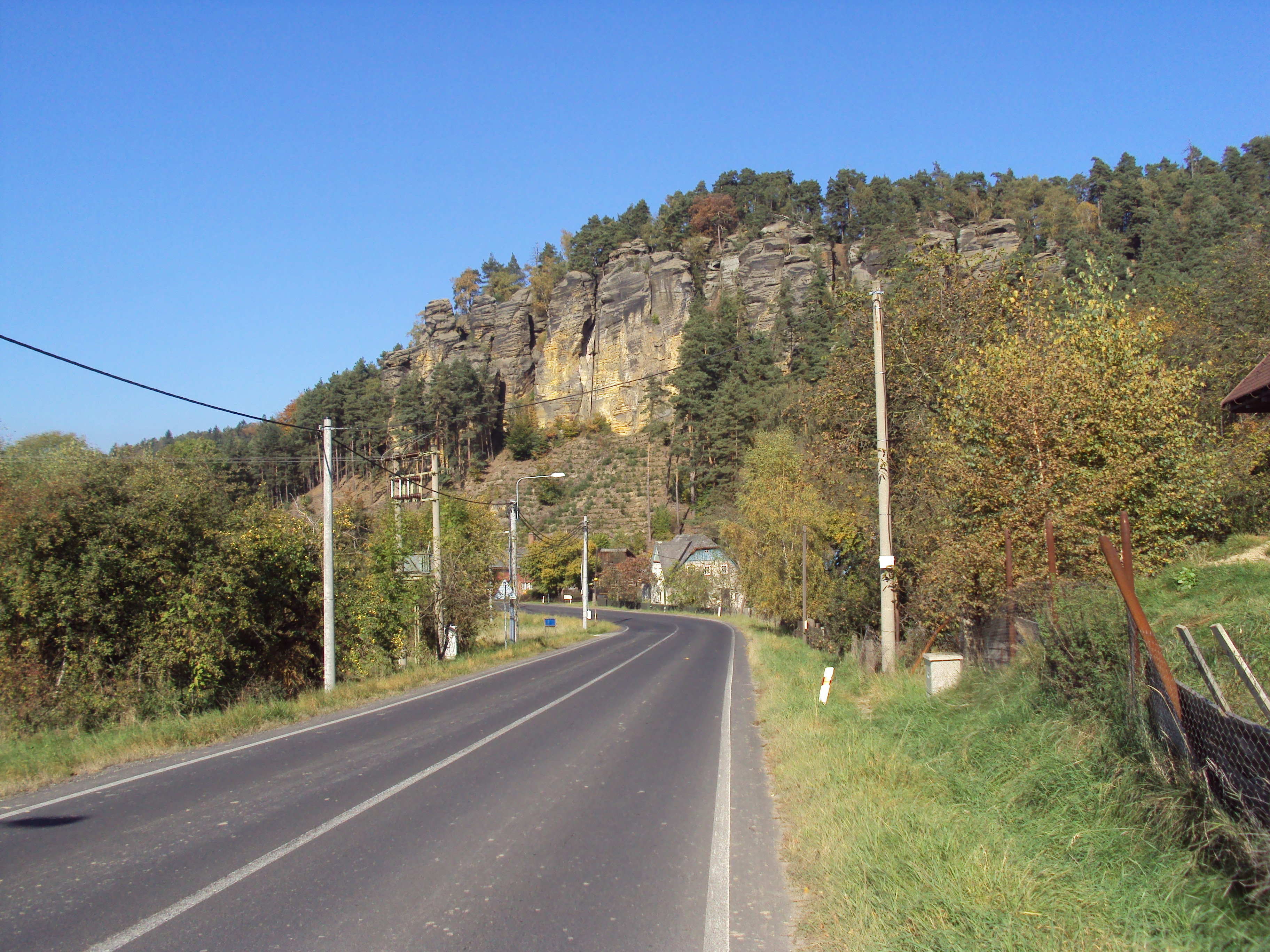
Svojkovské skály